# Mykola Lysenko
Mykola Vitaliyovych Lysenko, em ucraniano Мико́ла Віта́лійович Ли́сенко (Hrynky, Poltava, 22 de março de 1842 — Kiev, 6 de novembro de 1912), foi um músico, compositor, pianista e maestro ucraniano, do final do período romântico.

## Carreira
Em seu tempo foi a figura central da música ucraniana, com uma obra que inclui óperas, canções artísticas, obras corais, peças orquestrais e de câmara, e uma grande variedade de música para piano solo. Ele é frequentemente creditado como fundador de uma tradição musical nacional durante o renascimento nacional ucraniano.
Ao estudar e extrair da música folclórica ucraniana, promovendo o uso da língua ucraniana e separando-se da cultura russa, suas composições formam o que muitos consideram a essência quintessencial da música ucraniana. Isso é melhor demonstrado em sua ópera épica Taras Bulba da novela de mesmo nome de Nikolai Gogol, na qual a grandeza, complexidade e libreto em língua ucraniana impediram sua encenação durante a vida de Lysenko.
Para promover e cultivar a cultura ucraniana, Lysenko compôs obras de muitos poetas ucranianos, especialmente Taras Shevchenko, a quem era particularmente dedicado. Sua composição musical de um poema patriótico de Oleksandr Konysky, conhecido como "Oração pela Ucrânia", tornou-se o hino espiritual da Ucrânia. Lysenko teve uma profunda influência sobre compositores ucranianos posteriores, incluindo Stanyslav Lyudkevych, Alexander Koshetz, Kyrylo Stetsenko, Yakiv Stepovy e, mais importante, Mykola Leontovych. Apesar de seu imenso renome na Ucrânia, Lysenko permanece relativamente desconhecido fora de seu país natal.

## Publicações
Fontes:
- Lysenko, Mykola (1874). Kharakteristika muzïkal'nïkh osobennostey malorusskikh dum i pesen, ispolnyayemïkh kobzarem Veresayem [The nature of the musical peculiarities of Ukrainian ballads and songs, performed by the kobzar player Veresay]. Kyiv: Kobzar Ostap Veresay: Yego muzïka i ispolnyayemïye im narodnïye pesnï
- —— (1888). «Duma o Khel′nitskom i Barabashe» [The ballad of Khel'nitsky and Barabash]. Kievskaya starina
- —— (1892). «O torbane i muzïke pesen Vidorta». Kievskaya starina. 381
- —— (1894). «Narodnïye muzïkal′nïye instrumentï na Ukraine» [Folk instruments in the Ukraine]. Lviv. Zorya (4–10)
- —— (1955).  Hordiychuk, Mykola, ed. Pro narodnu pisnyu i pro narodnist' v muziki [Folksong and nationalism in music]. Kyiv: [s.n.]